# Júlia Kavalenka
Júlia Kavalenka est une joueuse de volley-ball portugaise née le 2 mars 1999 à Porto. Elle mesure 1,93 m et joue au poste d’attaquante.

## Clubs
| Club                          | De        | À         |
| ----------------------------- | --------- | --------- |
| Clube Desportivo Os Marienses | 2009-2010 | 2011-2012 |
| Rosário Vólei                 | 2012-2013 | 2012-2013 |
| Castelo da Maia GC            | 2013-2014 | 2013-2014 |
| GDC Gueifães                  | 2014-2015 | 2014-2015 |
| AA José Moreira               | 2015-2016 | 2016-2017 |
| Budowlani Toruń               | 2017-2018 | 2017-2018 |
| Cuneo GV                      | 2018-2019 | 2018-2019 |
| Terville FOC                  | 2019-2020 | 2019-2020 |
| Teodora Pallavolo Ravenna     | 2020-2021 | …         |

## Palmarès

### Distinctions individuelles
- Ligue d'argent européenne 2019 : Meilleure marqueuse.
- Ligue d'argent européenne 2023 : Meilleure serveuse.